# Csolnok
Csolnok est un village et une commune du comitat de Komárom-Esztergom en Hongrie.

## Jumelage
La commune de Csolnok est jumelée avec :
- Ubstadt-Weiher (Allemagne) depuis 1998